# Centre de détention du Port
Le centre de détention du Port est un centre de détention de l'île de La Réunion, département d'outre-mer français dans le sud-ouest de l'océan Indien. 

## Situation et accès
Il est situé sur le territoire de la commune du Port, dans le nord-ouest de l'île.

## Description
Le centre de détention du Port accueille environ 500 détenus condamnés pour la durée de leur peine. Il est entouré par la centrale photovoltaïque Bardzour mise en service fin 2014 par Akuo Energy.